# Lepas anatifera

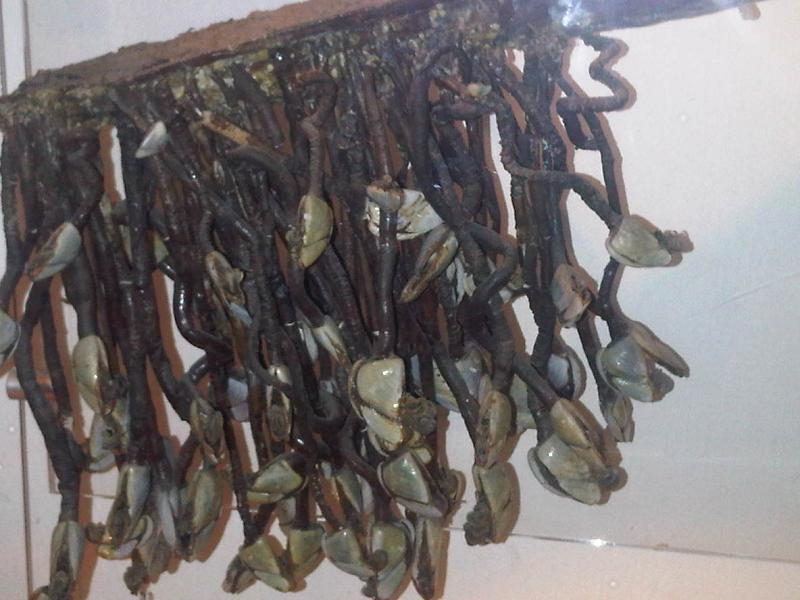
Percebes fixos num pedaço de madeira (Natural History Museum, Londres).

Lepas anatifera Linnaeus, 1758 é uma espécie de cirrípede pertencente à família Lepadidae, de hábitos pelágicos, cujos indivíduos são frequentemente encontrados em grandes quantidades fixos pelos seus pedúnculos a sargaços, pedaços de madeira flutuante, cascos de navio e outras estruturas e detritos flutuantes. É uma das espécies conhecidas por percebes.

## Descrição
O corpo, ou capitulum, da espécie Lepas anatifera é suportado por um pedúnculo longo e flexível, carnoso, que o liga ao suporte sobre o qual se fixa. O capitulum é revestido por cinco placas lisas e translúcidas, de coloração branco-leitoso a branco-azulada, debruadas por uma estreita bordadura de coloração escarlate e separadas por estreitas fendas preenchidas por tegumento de coloração escura. As placas que formam a concha apresentam nítidas linhas de crescimento paralelas às margens da placa e algumas linhas radiais ténues esculpidas na sua superfície.
No interior do capitulum, o organismo apresenta a cabeça, o tórax e um abdómen vestigial. Os tentáculos utilizados na captura de alimento são cirros filamentosos, de coloração acastanhada, que se projetam por entre as placas.
O pedúnculo é forte, flexível e de coloração púrpura-acastanhado a cinzenta. O capitulum pode crescer até aos 5 cm e o pedúnculo varia em comprimento dos 4 cm e os 80 cm.
Lepas anatifera tem uma distribuição natural de carácter cosmopolita, estando presente nas regiões tropicais e subtropicais de todos os oceanos. Porque ocorre frequentemente fixo a objetos que são transportados pelas correntes oceânicas,  como a Corrente Norte-Atlântica, para regiões de águas frias longe das suas regiões de origem, em geral águas demasiado frias para permitir a sua reprodução. Já forem encontrados espécimes nas costas da Noruega, ilhas Shetland, ilhas Faeroe, Islândia e Spitzbergen.

## Biologia
Lepas anatifera é hermafrodita e inicia a fase reprodutiva quando atinge cerca de 2,5 centímetros de comprimento. A fertilização é interna e os ovos são incubados no interior do manto durante uma semana até emergiram larvas do tipo nauplius. As larvas desenvolvem-se nadando livremente junto à superfície e sendo arrastadas pelas correntes enquanto parte do zooplâncton. Atingida a maturidade, fixam-se a objetos flutuantes.
Desde há muito que se sabe que Lepas anatifera se fixa à carapaça de tartarugas marinhas, mas em 2008, alguns espécimes pequenos foram encontrados fixos a um crocodilo da espécie Crocodylus acutus na costa mexicana do Oceano Pacífico. Aquela espécie de crocodilo tem como habitat preferencial os pântanos dos mangais e os estuários dos rios, embora seja tolerante à salinidade e por vezes seja encontrado em ambientes marinhos. Neste caso, o tamanho dos espécimes de L. anatifera indicavam que o crocodilo deve ter estado no mar pelo menos uma semana. Esta foi a primeira vez que L. anatifera foi registado como epibionte de um Crocodilia.

## Origem do nome
Na língua inglesa medieval, a palavra "barnacle" era usada para designar uma espécie de ganso, Branta leucopsis, uma ave que nidifica nas costas do Ártico mas que inverna nas ilhas Britânicas, razão pela qual os ninhos e ovos da espécie eram desconhecidos. Especulou-se então que que os percebes, cuja morfologia e coloração apresentam algumas similaridades com minúsculos gansos, surgiriam por geração espontânea a partir das madeiras em apodrecimento em que se fixavam e que os gansos teriam igual origem. 